# Los Amores del Señor Vieux Bois
Los Amores del Señor Vieux Bois fue creado en 1837 por Rodolphe Töpffer (escritor, pintor y caricaturista suizo). Este cómic es considerado el primer tebeo que existe.
El señor Töpffer dejó circular sus historias entre los niños del internado donde trabajaba y en los círculos literarios europeos. No tardaron en llegar los elogios. Animado por el éxito de esos primeros borradores, Töpffer creará otras seis historietas entre 1827 y 1845. La originalidad de las historias de Töpffer reside en varios aspectos: la disposición en filas de varias casillas separadas por una raya vertical, un texto recapitulativo debajo de cada dibujo y la presencia de un protagonista principal.

## Trama
El señor Vieux Bois se encuentra con una joven aparentemente con sobrepeso y al instante se enamora. Sus primeros intentos de cortejo son ignorados. Seguido por períodos cortos de su desesperación, él intenta suicidarse al caer sobre su propia espada y luego ahorcándose. Ambos intentos fallan.
Él descubre un pretendiente rival y lo reta a un duelo. Él es mejor con la espada de duelo y su rival tiene que huir. Vieux Bois entra en contacto con los padres de su novia, buscando su mano para el matrimonio. Él vuelve a casa y comienza a celebrar ruidosamente. Su celebración termina con su arresto por molestar a los vecinos. El matrimonio se canceló y se siente suicida. Él pide la cicuta, pero se da la sopa de hierbas en su lugar.
Luego pasa viajando pero cae presa de bandoleros. Buscando refugio en una guarida, se encuentra con un ermitaño que le convence para unirse al claustro local. Después de dos semanas se escapa del claustro vestido de mujer. Él pierde su ojo derecho en su camino a casa y comienza a usar un parche en el ojo. En casa se encuentra con una carta de su novia. En la noche le canta serenatas con un grande pero sin especificar instrumento de cuerda. Huyen en su caballo, que lucha por mantener a su paso. Pero Vieux Bois es alcanzado por los monjes y regresó a la cárcel. Se arroja por una ventana en su cuarto intentando suicidarse.
Huye de nuevo con su prometida. De regreso a su casa a través del río de la localidad son descubiertos por un "pequeño ermitaño". Vieux Bois mantiene la cabeza del muchacho bajo el agua hasta que muere a causa de ahogamiento. Finalmente, puede organizar su matrimonio sin la oposición de los monjes.
En su día de la boda Vieux Bois sale de su casa para la iglesia, pero luego vuelve a colocar a su perro como guardia en el exterior de la casa. En consecuencia se llega tarde a su propia boda. Sus suegros habían cansado de esperar y suspendieron el matrimonio de nuevo. Él trata de pegarse un tiro en la cabeza, pero solo causa heridas en su rostro. Él se da por muerto y enterrado. Cuervos cavaron en su tumba y logran despertarlo. Él se "volvió a llamar a la existencia".
Vestido con un sudario, es confundido con un fantasma y un par de campesinos locales perseguirlo con sus horcas. Su regreso a casa aterroriza a sus herederos. Tan pronto como se cambia de ropa, es arrestado de nuevo por asalto. Su bala había entrado en la pierna de un vecino. Él se defiende en los tribunales, pero sin embargo termina condenado a prisión por un año. Su único compañero de celda es su fiel perro.
Pronto se las arreglan para escapar abriendo un agujero en el techo. Él salta a la azotea de la casa vecina, pero su perro cae en la chimenea. La casa pertenece a su novia y a sus padres. Cuanto más tarde se asustó por su visitante canino pero su hija lo reconoce y abraza a él. El señor Vieux Bois tira de la soga alrededor del cuello de su perro y se sorprendió de su peso. La cuerda se rompe y se cae del techo y en una farola. Huye de la policía local. Mientras tanto, la familia residente sube la chimenea para el tejado con el fin de cumplir con el dueño del perro. Ellos encuentran que no había nadie y luego se encuentran atrapados en el techo.
Tres días después el señor Vieux Bois regresa disfrazado como un oficial. Él busca a su amada y es informado de que toda la familia sigue desaparecido. Él se va a buscar para ellos. Al día siguiente, un deshollinador descubre toda la familia. Vieux Bois se encuentra con uno de los monjes responsables de su encarcelamiento. Se corta la barba en venganza, pero luego tiene que huir de una legión de monjes vengativos.
Él vuelve con las manos vacías a su ciudad natal. El deshollinador le informa del rescate de su dama. Dirigido a la azotea, encuentra a su perro perdido. Se queda en el tejado durante nueve días, en un esfuerzo para comunicarse con su amor, sin darse cuenta de la familia se ha mudado. En el noveno día en que sale del techo y restablece el contacto con su dama. Huyen de nuevo con el caballo y el carro. El señor Vieux Bois está acometiendo el caballo y se las arregla para cubrir 18 ligas en tres horas, sólo para descubrir que el carro que contiene su dama se perdió en algún punto del camino.
El carro se ha cargado en una diligencia en dirección a París. Pero su peso con el tiempo anula la diligencia en un río. Un pasajero busca refugio en el carro río flotante. Se le identifica como el rival expulsados en el duelo de hace meses. Conduce el carro a la orilla y los intentos para liberar a la mujer de la misma. Antes de poder hacerlo Vieux Bois llega, haciéndose pasar por un salteador de caminos. Obliga a su viejo rival para mantener su cara en el suelo. Luego entra en la puerta cerrada con llave del carro, libera su dama, obliga a su rival para entrar en él y lo tira al río de nuevo.
La señora se queja de cansancio y parece tener peso perdido. Su amante la lleva a las montañas, donde se puede persecución una dieta de engorde. Mientras tanto, adopta un estilo de vida pastoral bajo el nombre de "'Tircis". Varias páginas están dedicadas a la mujer dormida que cambiaron de manos entre los dos rivales persistentes para su afecto. Cuando despierta se encuentra con Vieux Bois con un nuevo burro, tomado de su oponente.
En su camino a casa tienen que cruzar los terrenos del monasterio local donde tienen varios enemigos. El hombre se disfraza como si fuese un molinero y la mujer como un saco de harina. Los monjes que se detuvieron de todas formas para examinar la carga. Tienen miedo de encontrarlo chillando. El "molinero" les asegura que contiene al Diablo. Los monjes huyen, pero vuelven con refuerzos. La pareja está condenada como hechiceros y condenada a la ejecución en la hoguera. La ejecución se prepara con descuido y los prisioneros aprovechan el humo para huir hacia el río. Allí su carro viejo se encontró de pie. Dos monjes que siguen se están acercando. Sabiendo bien, Vieux Bois lanza algunas monedas alrededor y entra en el carro con su señora. Los monjes creen que el carro se llena de monedas. En su codicia deciden mantenerlo para sí mismos y cavar un pozo para poder enterrarlo. Cuando se pone lo suficientemente profundo, su presa sale del carro y los entierra hasta el cuello. Dejando a los monjes, el dúo tiene un último encuentro con el pretendiente rival antes de la historia termina felizmente con su matrimonio.